# Amegilla bucharica
Amegilla bucharica es una especie de abeja excavadora perteneciente al género Amegilla, categorizada en la tribu Anthophorini, de la subfamilia Apinae. Fue descrita científicamente por Gussakovsky en 1935.
Cuenta con un pelaje largo y denso de color oscuro en varias partes del cuerpo, uno de los rasgos distintivos de la especie.

## Distribución
Se distribuye por Europa y el norte de Asia. También en Uzbekistán, en Bujará.